# SN 2011fr
SN 2011fr – supernowa typu IIn odkryta 1 września 2011 roku w galaktyce A012946+1852. W momencie odkrycia miała maksymalną jasność 18,80m.